# 訃報 2008年3月
訃報 2008年3月（ふほう 2008ねん3がつ）では、2008年3月中に物故した、又は物故が報じられた人物についてまとめる。

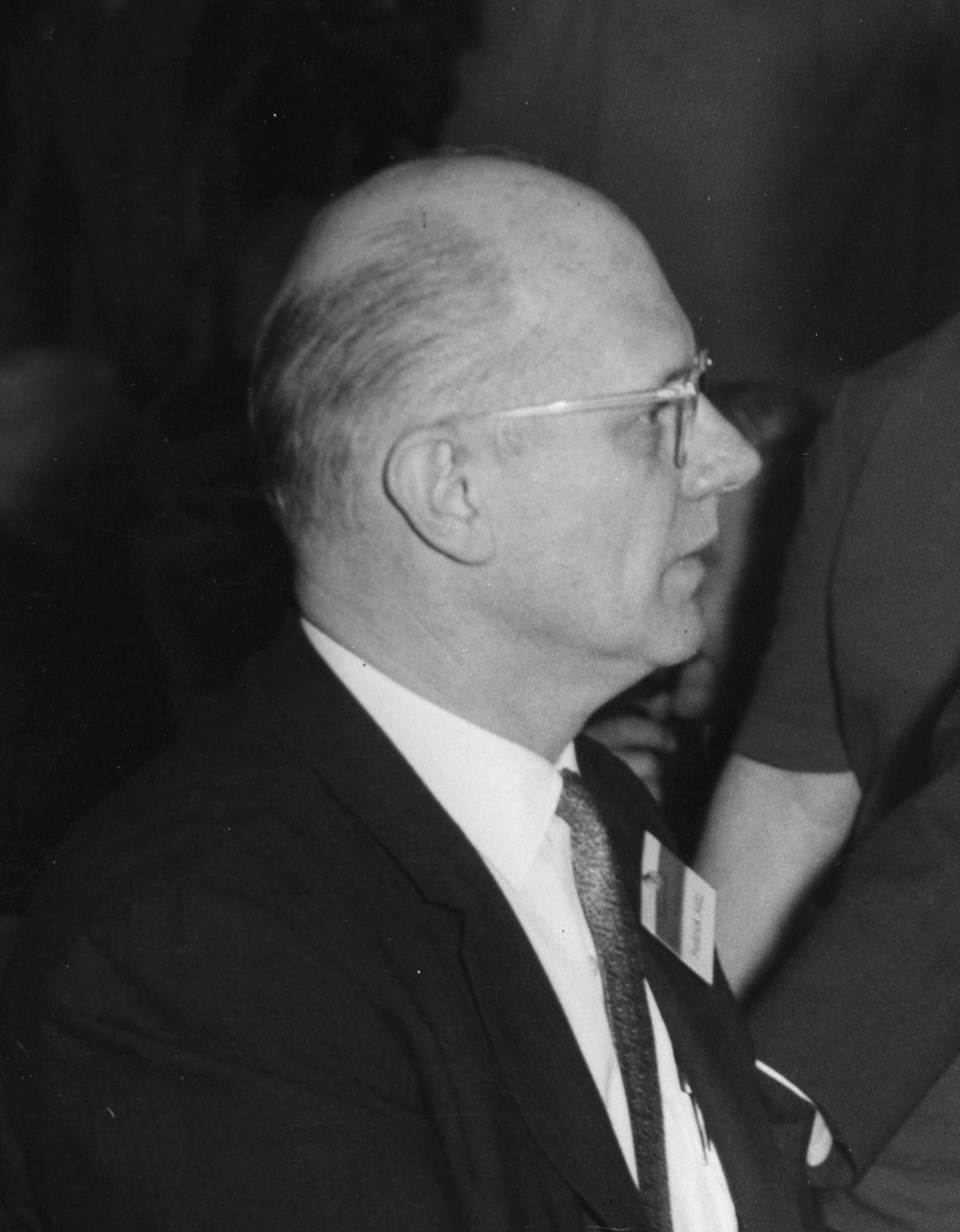
フレデリック・ザイツ／3月2日没

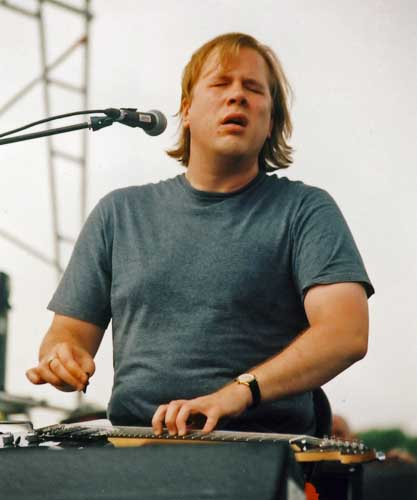
ジェフ・ヒーリー／3月2日没

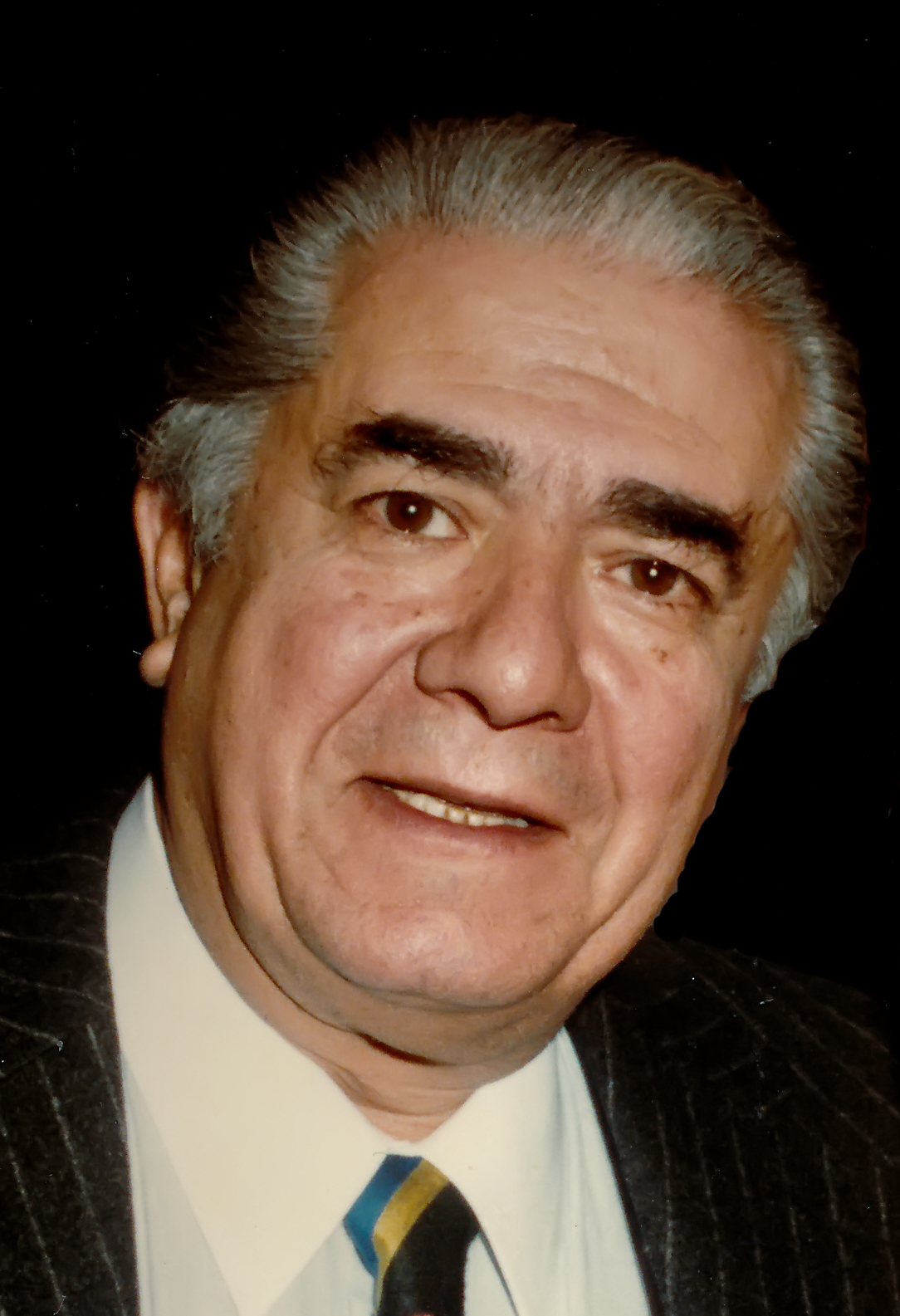
ジュゼッペ・ディ・ステファーノ／3月3日没

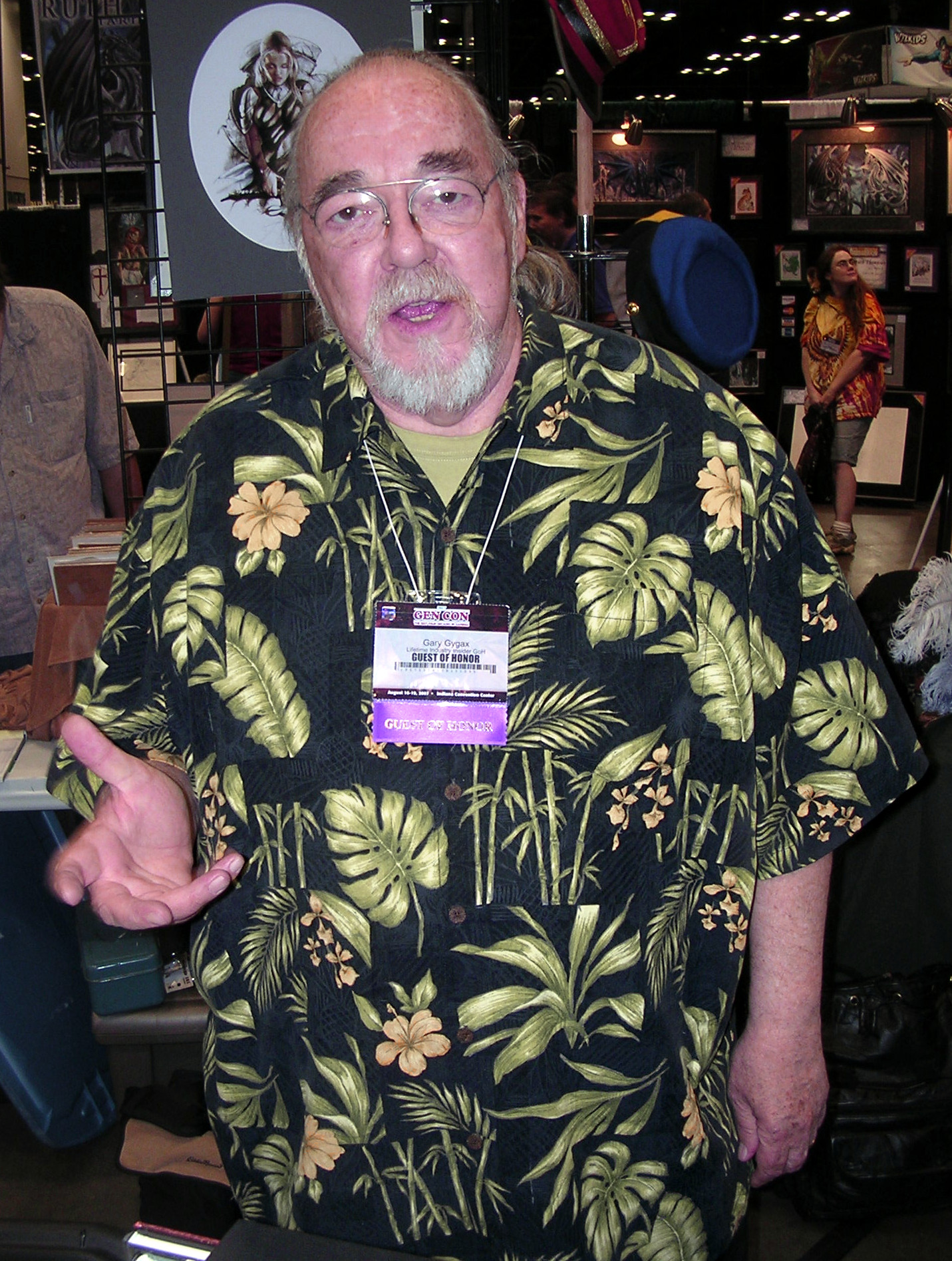
ゲイリー・ガイギャックス／3月4日没

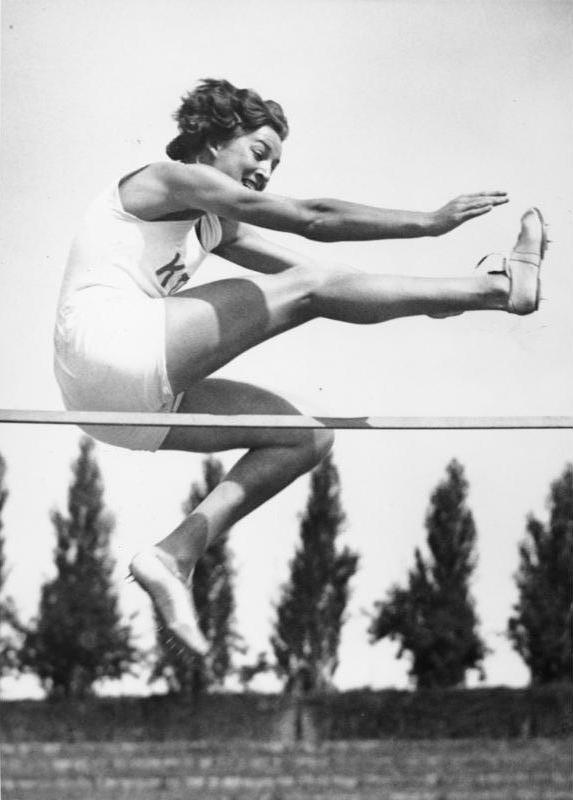
エルフリーデ・カウン／3月5日没

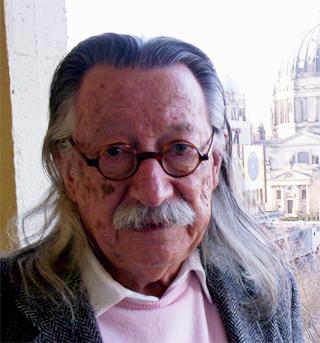
ジョセフ・ワイゼンバウム／3月5日没

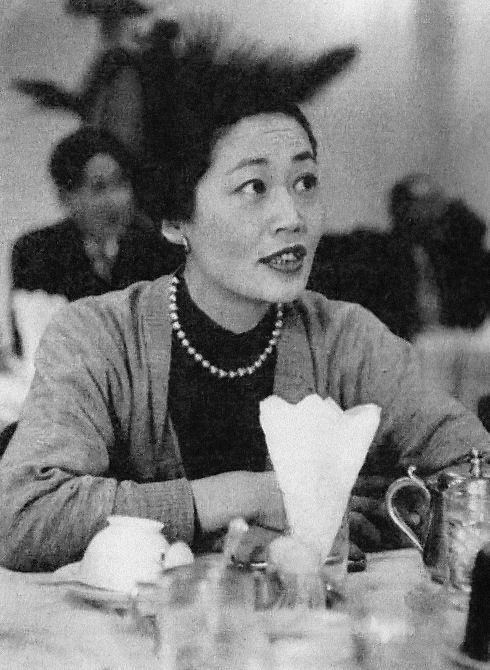
上田トシコ／3月7日没

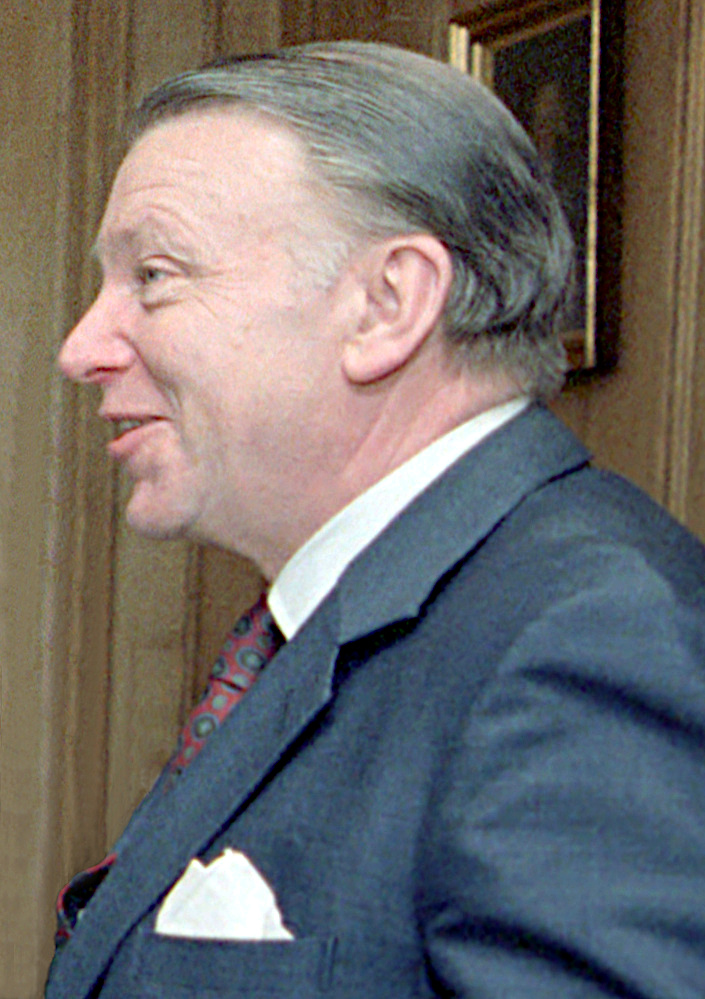
フランシス・ピム／3月7日没

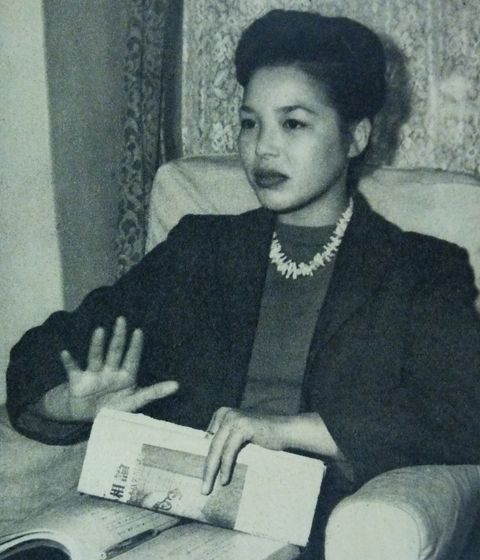
根岸明美／3月11日没

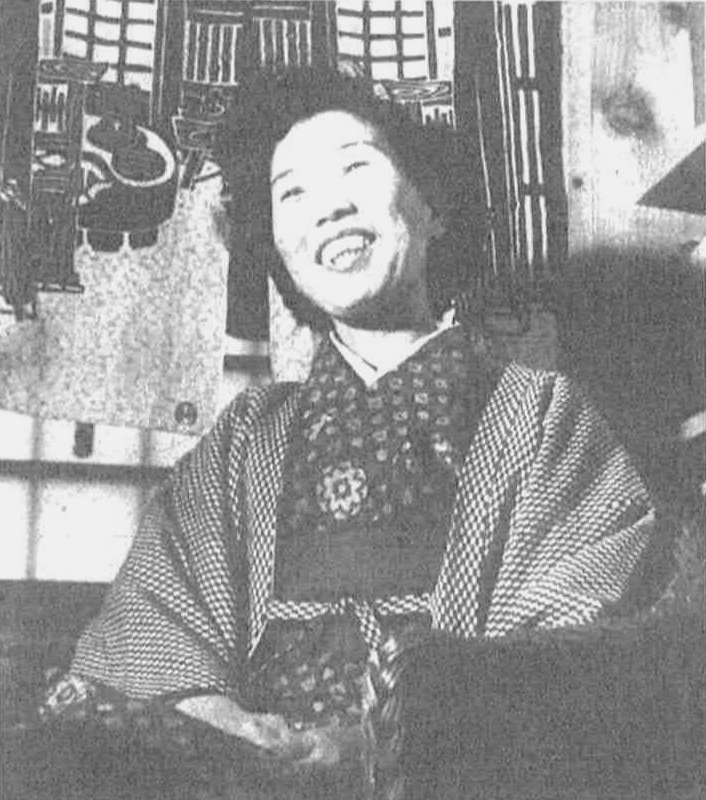
田井洋子／3月13日没

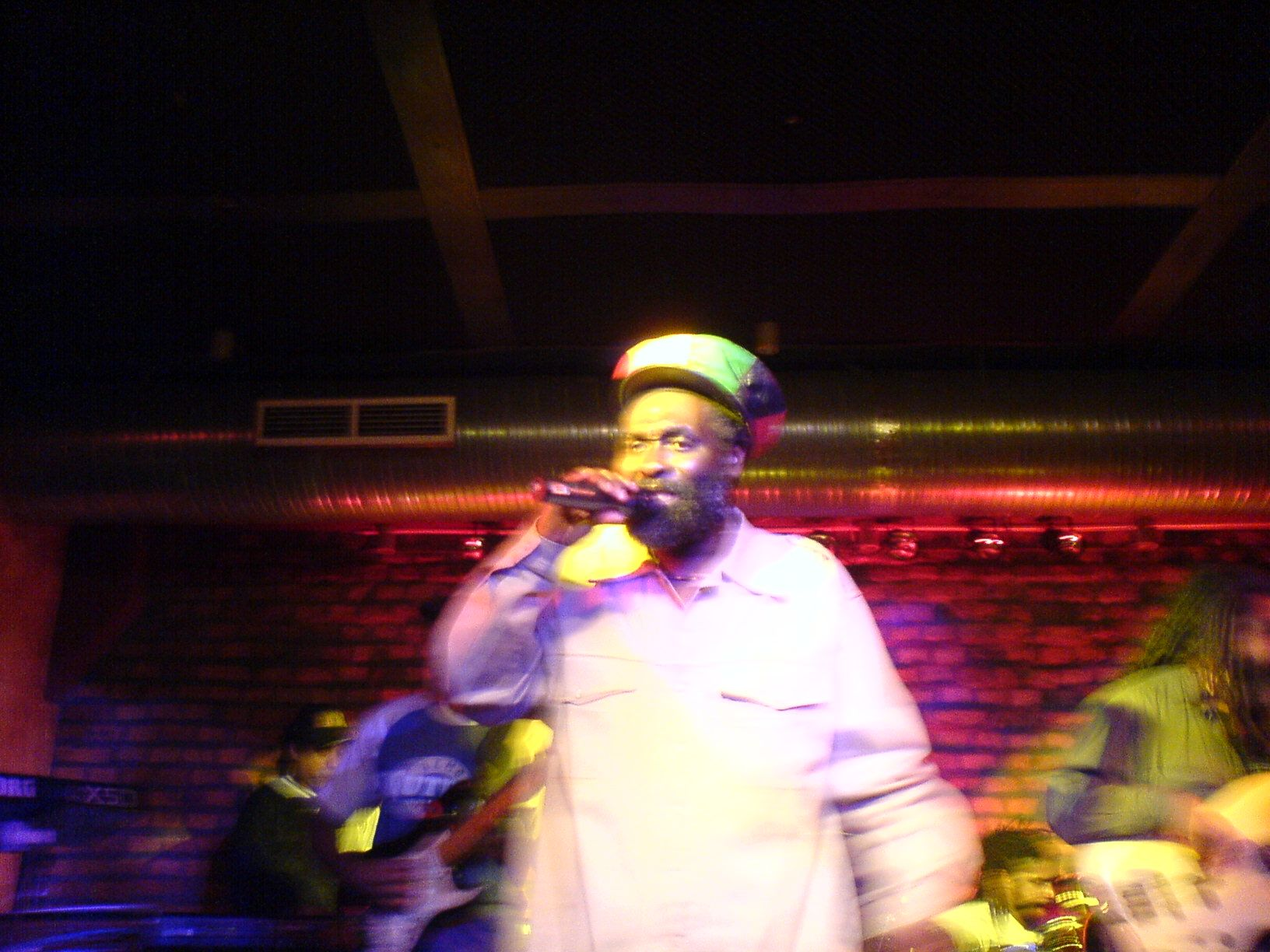
マイキー・ドレッド／3月15日没

アーサー・C・クラーク／3月19日没

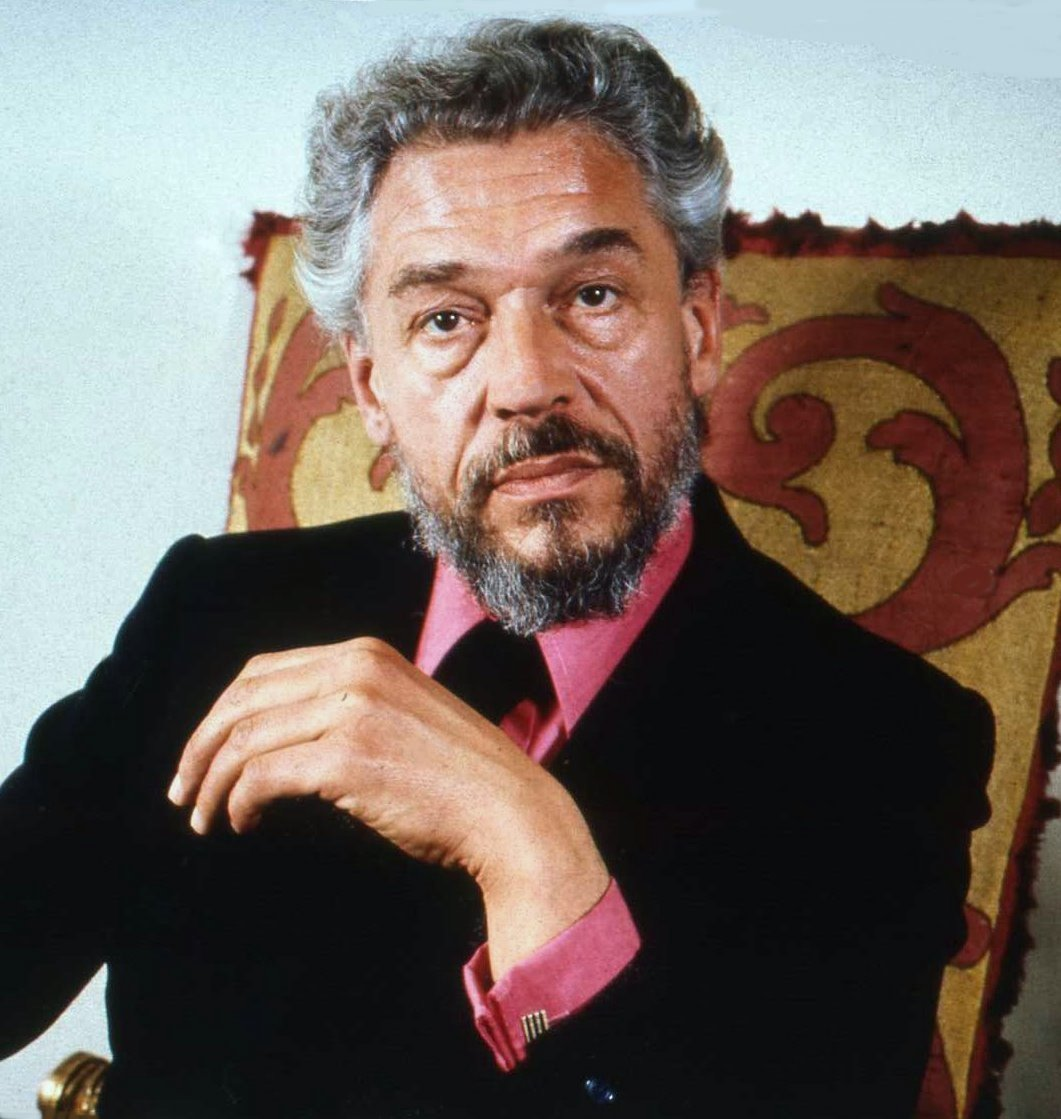
ポール・スコフィールド／3月19日没

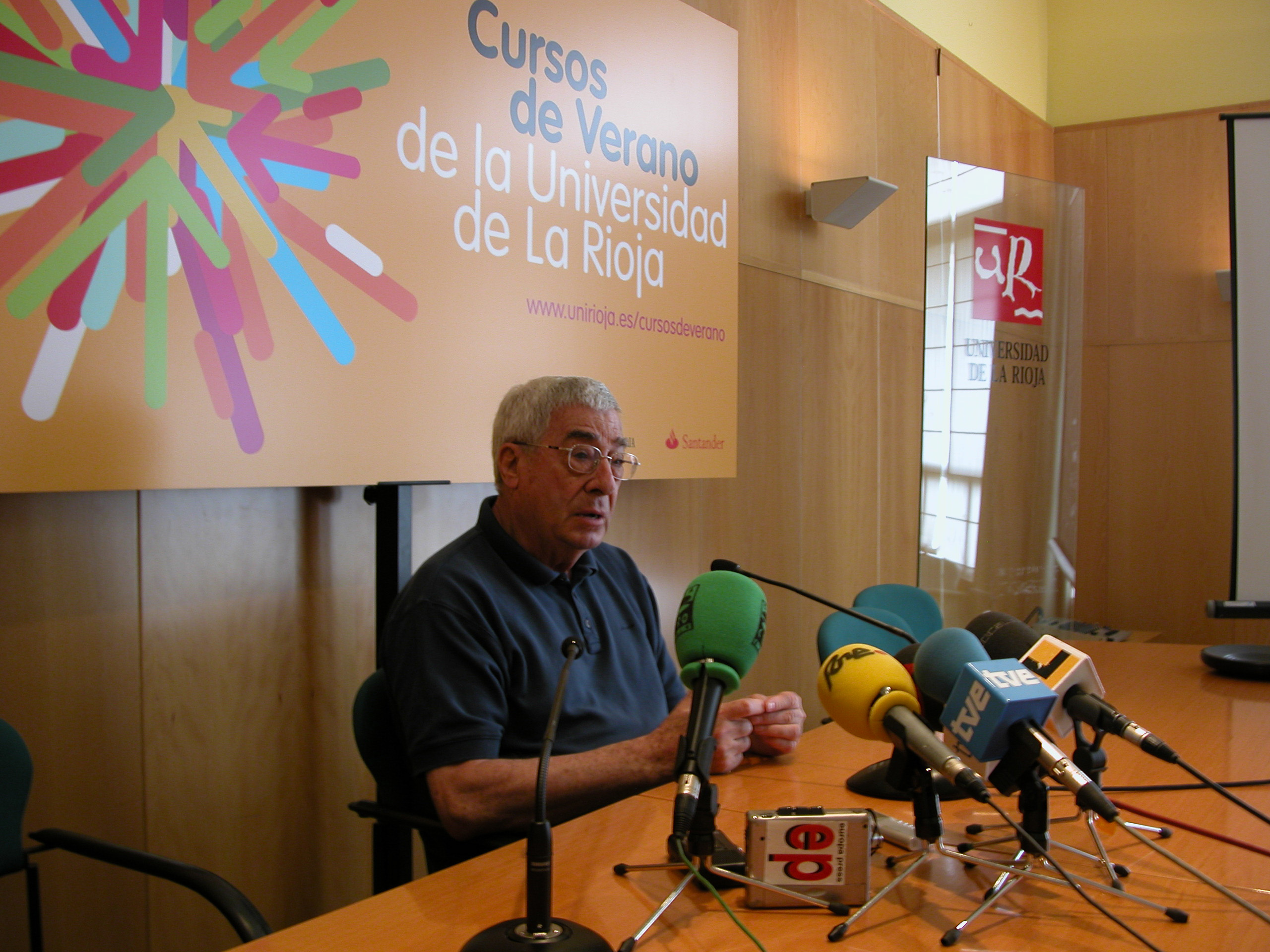
ラファエル・アスコナ／3月23日没

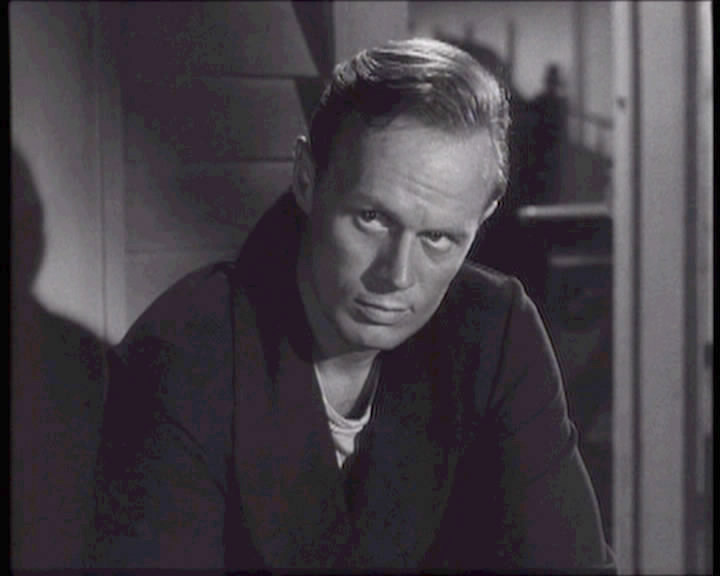
リチャード・ウィドマーク／3月24日没

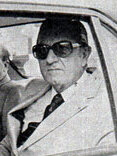
ジャン＝マリー・バレストル／3月27日没

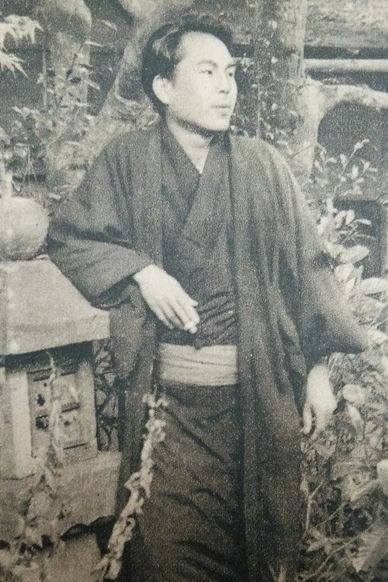
清水基吉／3月30日没

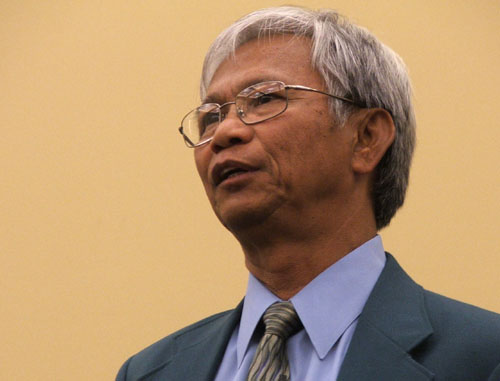
ディス・プラン／3月30日没

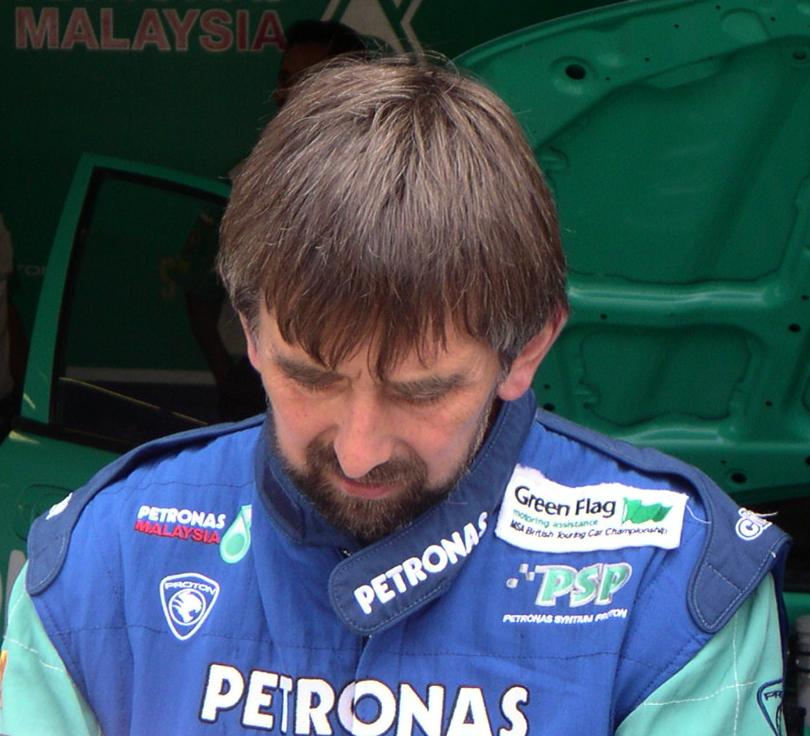
デイビッド・レズリー／3月30日没

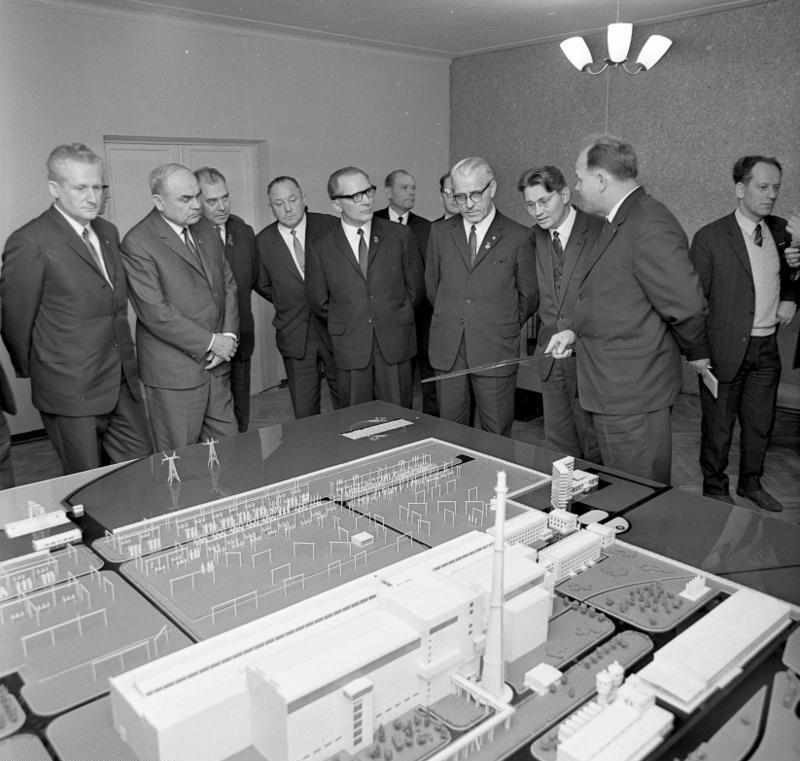
ニコライ・バイバコフ（左から2人目）／3月31日没

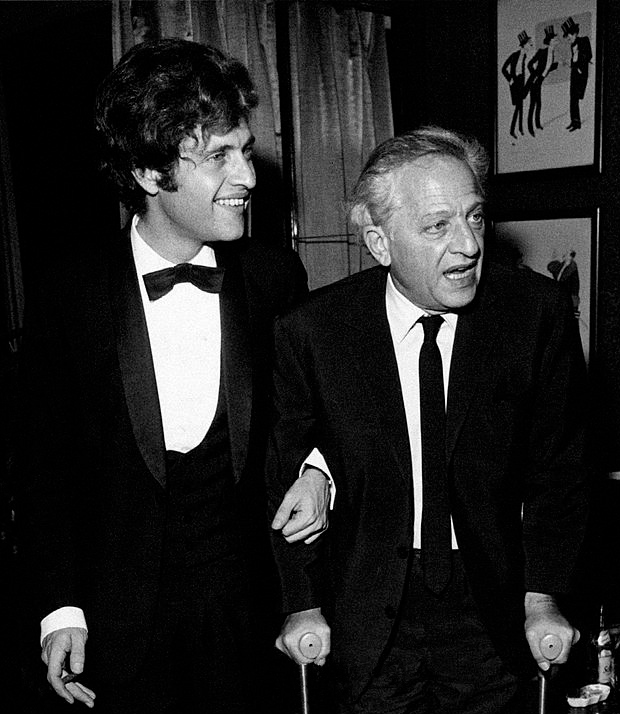
ジュールズ・ダッシン（右）／3月31日没

## （1日 - 15日）
- 3月2日 - フレデリック・ザイツ、アメリカ合衆国の物理学研究者（* 1911年）
- 3月2日 - 北島敬介、元検事総長（* 1936年）
- 3月2日 - ソフィコ・チアウレリ、グルジアの女優（* 1937年）
- 3月2日 - ジェフ・ヒーリー、カナダのギタリスト・歌手（* 1966年）
- 3月3日 - ジュゼッペ・ディ・ステファーノ、イタリアのテノール歌手（* 1921年）
- 3月3日 - ノーマン・スミス、イングランドのミュージシャン・音楽プロデューサー（* 1923年）
- 3月3日 - 松永伍一、詩人（* 1930年）
- 3月3日 - 広川太一郎、声優、ナレーター（* 1939年）
- 3月3日 - マルコム・マッケナ、古生物学者（* 1930年）
- 3月4日 - 平久保正男、英国日本人会会長（* 1919年）
- 3月4日 - 馬場富、元参議院議員（* 1924年）
- 3月4日 - レナード・ローゼンマン、アメリカ合衆国の作曲家（* 1924年）
- 3月4日 - 宗圓壽一、京都工芸繊維大学名誉教授（* 1928年）
- 3月4日 - 山岡優子、ピアニスト（* 1934年）
- 3月4日 - ゲイリー・ガイギャックス、ゲームデザイナー（* 1938年）
- 3月4日 - エレーナ・ナサナエル（英語版）、ギリシャの女優（* 1941年）
- 3月4日 - 小島朋之、慶應義塾大学教授（* 1943年）
- 3月4日 - 柳原和子、文学者（* 1950年）
- 3月5日 - エルフリーデ・カウン、ドイツの走高跳選手（* 1914年）
- 3月5日 - ジョセフ・ワイゼンバウム、情報工学者（* 1923年）
- 3月5日 - 谷村隆、JCB元社長（* 1924年）
- 3月5日 - ドン・カーティス（英語版）、アメリカ合衆国のプロレスラー（* 1929年）
- 3月5日 - ネーダー・ハリーリ（英語版）、イラン生まれの建築家（* 1936年）
- 3月6日 - リリ・ボニッシュ（fr:Lili Boniche）、アルジェリア系ユダヤ人の歌手（* 1921年）
- 3月6日 - 石井みどり、舞踊家（* 1913年）
- 3月6日 - 丸元淑生、小説家（* 1934年）
- 3月6日 - 水城武彦、元日本放送協会解説委員（* 1939年）
- 3月7日 - 上田トシコ、漫画家（* 1917年）
- 3月7日 - フランシス・ピム、イギリスの元外務大臣（* 1922年）
- 3月8日 - ドナルド・C・マクドナルド（英語版）、カナダの政治家（* 1913年）
- 3月8日 - 大野忍敬、浄土宗大本山知恩院法主（* 1917年）
- 3月8日 - 伊藤晃、フランス文学者（* 1927年）
- 3月9日 - ガス・ジョルダーノ（英語版）、ジャズダンサー（* 1924年）
- 3月9日 - 上田現、ミュージシャン、音楽プロデューサー（* 1961年）
- 3月10日 - 田形竹尾、日本文化チャンネル桜相談役（* 1916年）
- 3月10日 - バンゲリス・カザン（英語版）、ギリシャの俳優（* 1936年）
- 3月10日 - デニス・アーウィン（英語版）、ジャズベーシスト（* 1951年）
- 3月10日 - 李昊星、韓国のプロ野球選手　（* 1967年）
- 3月11日 - 小川稔、日鉱液化ガス株式会社元社長（* 1924年）
- 3月11日 - 根岸明美、女優（* 1934年）
- 3月11日 - 澤村美司子、ジャズ歌手（* 1941年）
- 3月12日 - デニス・アーウィン（英語版）、ドイツの俳優（* 1906年）
- 3月12日 - アラン・ホディノット、ウェールズの作曲家（* 1929年）
- 3月12日 - 山本哲也、詩人（* 1936年）
- 3月12日 - アセセラ・ラヴヴ（英語版）、フィジーの政治家、元南太平洋大学太平洋研究所所長（* 生年不詳）
- 3月12日 - 岸野信子、東京都学校薬剤師会副会長（* 1949年）
- 3月13日 - 田井洋子、脚本家（* 1911年）
- 3月13日 - 梁瀬次郎、実業家、ヤナセ取締役名誉会長（* 1916年）
- 3月13日 - 加賀美秀夫、元外交官、元国際連合代表部駐在日本国特命全権大使（* 1923年）
- 3月14日 - 塩谷信男、医学博士（* 1902年）
- 3月14日 - 中島暢太郎、災害気候学者、京都大学名誉教授（* 1922年）
- 3月15日 - 鈴木敏通、元大日本帝国陸軍軍人・陸上自衛官、第16代陸上幕僚長（* 1924年?）
- 3月15日 - 佐々木繁明、オタフクソース元社長（* 1930年）
- 3月15日 - マイキー・ドレッド、ジャマイカのレゲエ歌手（* 1954年）

## （16日 - 31日）
- 3月16日 - ボブ・パーキー（英語版）、メジャーリーグの投手（* 1929年）
- 3月16日 - 波多野里望、国際法学者（* 1931年）
- 3月16日 - アイヴァン・ディクソン（英語版）、俳優（* 1931年）
- 3月17日 - 小田部謙一、元外交官、元ベルギー駐在大使（* 1910年）
- 3月17日 - 渡辺武雄、宝塚歌劇団の演出家・振付師（* 1914年）
- 3月17日 - クラウス・ルーテ、ドイツのカーデザイナー（* 1932年）
- 3月17日 - 金子裕之、考古学者（* 1944年）
- 3月18日 - 中川牧三、声楽家・指揮者（* 1902年）
- 3月18日 - 宇井昇、中部日本放送元アナウンサー（* 1923年）
- 3月18日 - フィリップ・ジョーンズ・グリフィス（英語版）、ウェールズの報道写真家（* 1936年）
- 3月18日 - アンソニー・ミンゲラ、イギリスの映画監督（* 1954年）
- 3月19日 - アーサー・C・クラーク、アメリカ合衆国のSF作家（* 1917年）
- 3月19日 - ポール・スコフィールド、イギリスの俳優（* 1922年）
- 3月19日 - ユゴー・クラウス（英語版）、ベルギーの作家（* 1929年）
- 3月19日 - 米盛裕二、琉球大学名誉教授（* 1931年）
- 3月19日 - 吉田和夫、慶應義塾大学常任理事（* 1949年）
- 3月19日 - ラグヴァラン（Raghuvaran）、インドの俳優（* 1948年）
- 3月19日 - マイウェイ昌彦、マジシャン（* 1962年）
- 3月20日 - 江川蒼竹、書家（* 1916年）
- 3月20日 - 小沢重雄、俳優（* 1926年）
- 3月20日 - 砂田弘、文学者（* 1933年）
- 3月20日 - エリック・アシュトン（英語版）、イングランドのラグビーリーグ選手（* 1935年）
- 3月20日 - 草森紳一、評論家（* 1938年）
- 3月21日 - 渡辺孝一、敦賀気比高等学校野球部元監督（* 1943年）
- 3月22日 - イスラエル"カチャオ"ロペス（英語版）、キューバのミュージシャン（* 1918年）
- 3月22日 - アドルフォ・アントニオ・スアレス・リベラ（英語版）、メキシコの枢機卿（* 1927年）
- 3月22日 - 小林紘、映画製作者（* 1943年）
- 3月23日 - 金子家基、セントラル野球連盟元事務局長（* 1912年）
- 3月23日 - 田村興造、彫刻家（* 1923年 ）
- 3月23日 - ラファエル・アスコナ、スペインの脚本家（* 1926年）
- 3月23日 - 杉山緑、山口教育大学教授（* 1950年）
- 3月24日 - 雑賀武、保安工業元社長（* 1909年）
- 3月24日 - リチャード・ウィドマーク、アメリカ合衆国の俳優（* 1914年）
- 3月24日 - ボリス・ドヴォルニク（英語版）、クロアチアの俳優（* 1939年）
- 3月24日 - ニール・アスピノール、イギリスの音楽プロデューサー、元ビートルズのロードマネージャー（* 1941年）
- 3月25日 - アビー・マン（英語版）、アメリカ合衆国の脚本家（* 1927年）
- 3月25日 - トニー・チャーチ（英語版）、イギリスの俳優（* 1930年）
- 3月25日 - 畑道也、音楽学者、元関西学院院長（* 1939年?）
- 3月27日 - ジャン＝マリー・バレストル、国際自動車連盟元会長（* 1921年）
- 3月27日 - ビリー・コンソロ（英語版）、メジャーリーグ選手（* 1934年）
- 3月29日 - ラルフ・ラプソン（Ralph Rapson）、アメリカ合衆国の建築家（* 1914年）
- 3月29日 - 中村龍平、第10代陸上幕僚長、第7代統合幕僚会議議長（* 1917年）
- 3月29日 - 立岡晃、俳優（* 1930年）
- 3月29日 - アンガス・フェアハースト（英語版）、イギリスの芸術家（* 1966年）
- 3月30日 - 清水基吉、俳人・作家（* 1918年）
- 3月30日 - マリー＝フランソワーズ・オードラン（イタリア語版）、フランスの女優（* 1943年）
- 3月30日 - ディス・プラン、カンボジアのジャーナリスト（* 1942年）
- 3月30日 -  リチャード・ロイド（英語版）、イギリスのレーシングドライバー（* 1945年）
- 3月30日 - デイビッド・レズリー、イギリスのレーシングドライバー（* 1953年）
- 3月30日 - ショーン・リヴァート（英語版）、アメリカ合衆国のR&B歌手（* 1968年）
- 3月30日 - 杉田力之、第一勧業銀行元会長兼頭取（* 1942年）
- 3月31日 - ニコライ・バイバコフ、ソビエト連邦の経済学者・政治家（* 1911年）
- 3月31日 - ジュールズ・ダッシン、映画監督・脚本家（* 1911年）
- 3月31日 - 東原徹、日本画家（* 1917年）